# Josep de Pons i de Guimerá

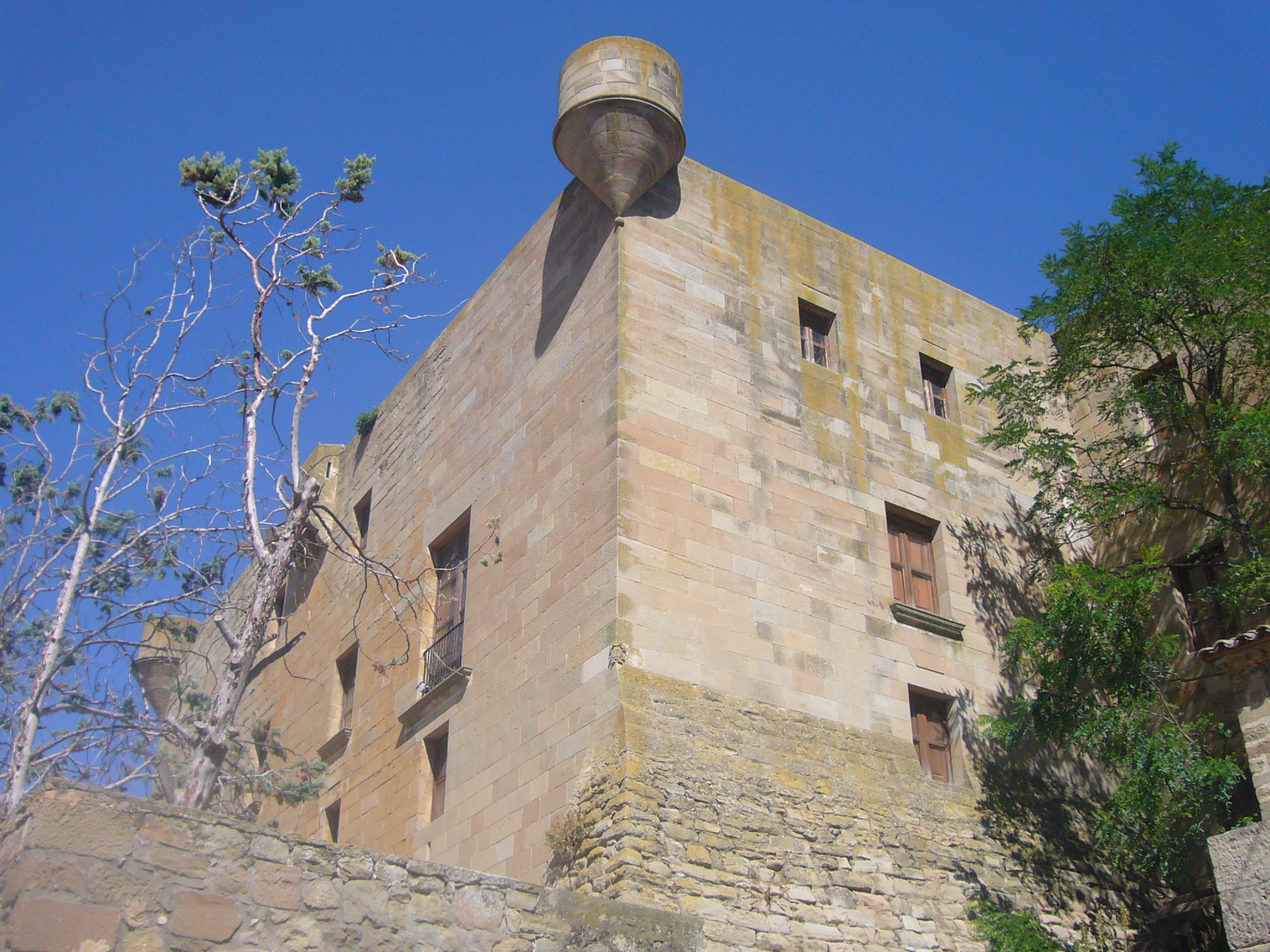
Castell de Montclar, lloc de naixement de Josep de Pons i de Guimerá

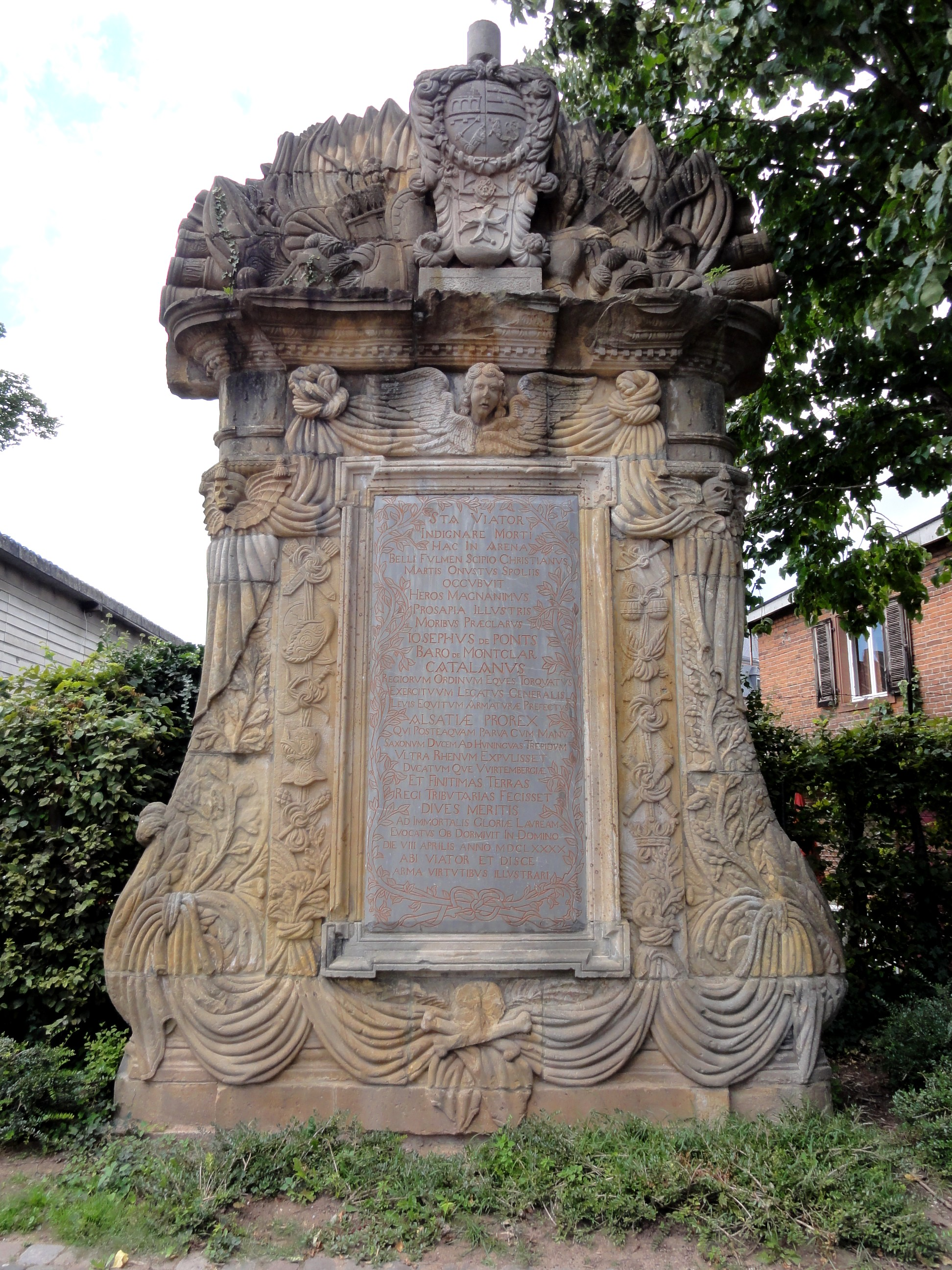
Tomba de Josep de Pons i de Guimerá

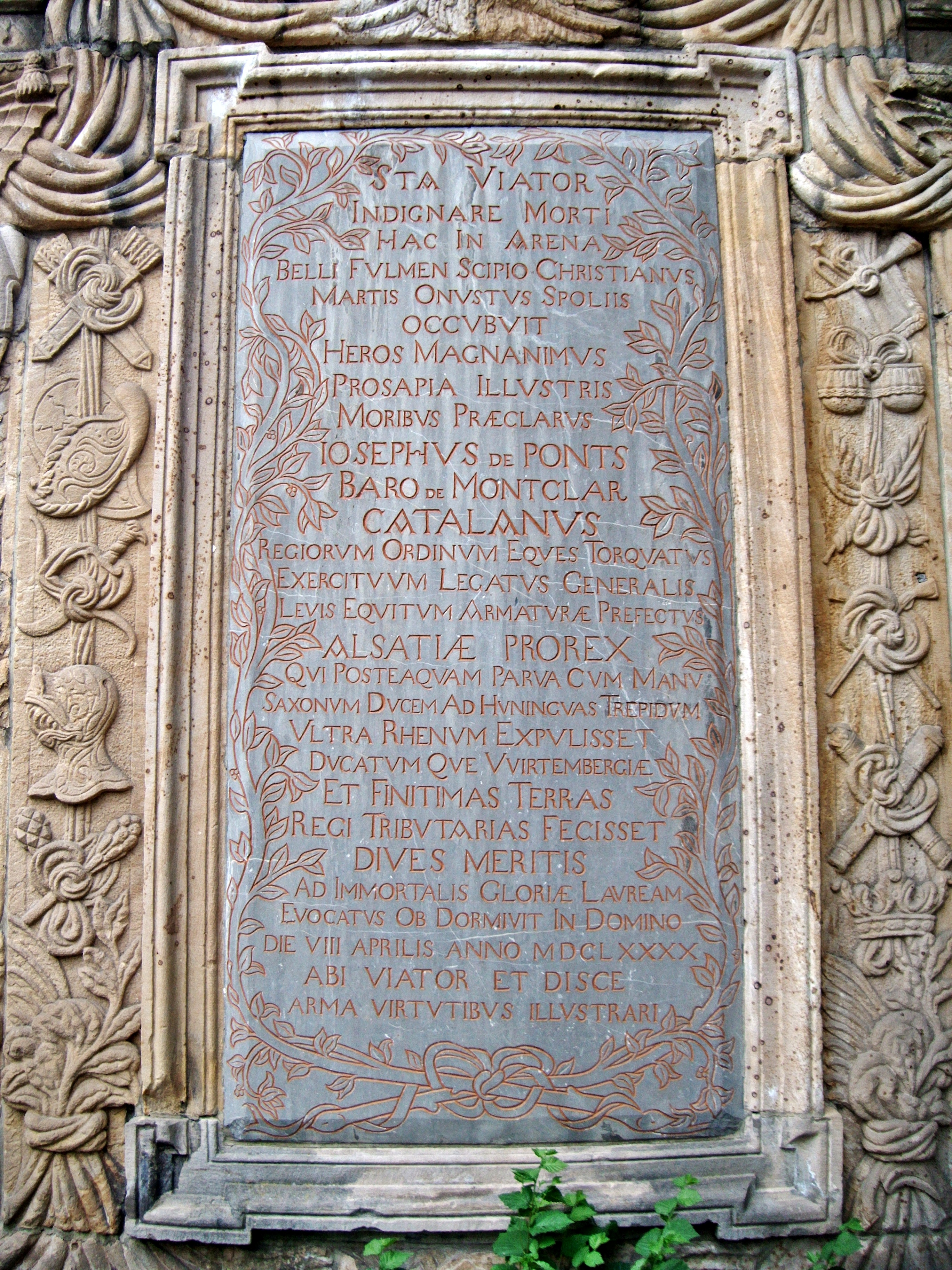
Inscripció de la tomba de Josep de Pons i de Guimerá

Josep de Pons i de Guimerá (1625 - 1690), va ser un noble català de l'Edat Moderna. Ostentava el títol de baró de Montclar i senyor de Hohlandsbourg. Degut a les seves gestes és considerat el millor general de Luís XIV, va participar en la Guerra francoholandesa i la Guerra dels Nou Anys.

## Fets destacats
Va aixecar un exèrcit de 100 homes i es va posar a disposició del rei de França per combatre en la Guerra francoholandesa. En algunes batalles conjuntament amb Turenne. Va fer presoner al Príncep de Luxemburg. Conquistà els castells de Windstein, Schoenck, i les principals places fortes d'Alsàcia. El 24 d'octubre de 1681, Lluis XIV fa la seva entrada a Estrasburg després que els tres Regiments de Dracs, comandats pel general Montclar, assetgessin la ciutat i forcessin la seva rendició. Acabada la guerra va ser nomenat governador militar d'Alsàcia i va obtenir el senyoriu de Hohlandsbourg (Wintzenheim).
Posteriorment va participar també a la Guerra dels Nou Anys, amb 6.000 soldats sota el seu comandament va creuar a la riba dreta del Rin, Va conquistar Heilbronn i una part del Palatinat, amb la intenció d'intimidar el Sacre Imperi Romanogermànic, va destruir grans ciutats com Baden, Württemberg i Donauwörth.
Va ser nomenat Gran Bailío de Haguenau, Tinent General dels Exèrcits del Rei, Cavaller de l'orde de l'Esperit Sant, Governador General d'Alsàcia i Justicier del “Palatinat”.
Va morir a Landau (actualment Alemanya) on va ser enterrat. El seu cor fou transportat a l'església de Milles, prop de Perpinyà, terra de la seva esposa.
El seu Regiment va seguir existint, inicialment era conegut com el Regiment Montclar. Va ser integrat al Royal Etranger que després es va dir Royal Rousillon. Avui és l'onzè Regiment Acorassat de l'exèrcit francès.